# Narancs
| Energia 46 kcal 192 kJ |         |
| Szénhidrátok | 11.54 g |
| - Cukrok 9.14 g |         |
| - Étkezési rostok 2.4 g |         |
| Zsír | 0.21 g  |
| Fehérje | 0.70 g  |
| Tiamin (B1-vitamin) 0.100 mg | 9%      |
| Riboflavin (B2-vitamin) 0.040 mg                                                                                                | 3%      |
| Niacin (B3-vitamin) 0.400 mg | 3%      |
| Pantoténsav (B5-vitamin) 0.250 mg                                                                                               | 5%      |
| B6-vitamin 0.051 mg | 4%      |
| Folsav (B9-vitamin) 17 μg | 4%      |
| C-vitamin 45 mg | 54%     |
| Kalcium 43 mg | 4%      |
| Vas 0.09 mg | 1%      |
| Magnézium 10 mg | 3%      |
| Foszfor 12 mg | 2%      |
| Kálium 169 mg | 4%      |
| Cink 0.08 mg | 1%      |
| A százalékos értékek az amerikai felnőttek számára javasolt napi mennyiségre (RDA) vonatkoznak. Forrás: USDA tápanyag adatbázis |         |

Az édes narancs (Citrus sinensis) déligyümölcs a citrusformák alcsaládjából. Ma már nem használt, régies elnevezései: auranci, oranzs, oránzs. Nem azonos a keserű naranccsal (Citrus × aurantium), ami a pomelo (Citrus maxima) és a mandarin (Citrus reticulata) hibridje. A VIII. Magyar Gyógyszerkönyvben a keserű narancs drogjai a Citrus aurantium subsp. aurantium (syn. C. aurantium subsp. amara) névhez kapcsolódóan szerepelnek, míg a Citrus sinensis (syn. Citrus aurantium var. dulcis) édes narancs néven van megkülönböztetve. Az édes narancsnak a gyógyszerkönyvben egy drogja, az illóolaja szerepel Aurantii dulcis aetheroleum néven.
A narancsfa termése bogyótermés. Jellegzetes színű héjának kereskedelemi neve flavedo. A külső vastag terméshéj (aurantii cortex) illóolajat, keserűanyagot, karotinoidot és narancssavat tartalmaz, közkedvelt aromájú ízesítő fűszert készítenek belőle. A héj belső, fehér, szivacsos állományának neve albedo. A termés lédús belseje gerezdekre tagolódik, melyeket hártyás burok választ el egymástól. Az érett gyümölcs magjai bármikor elvethetők.

## Etimológia
A magyar narancs szó a köznyelvi olasz arancia észak-olasz narancia [ejtsd: narancsa] változatának közvetítésével a spanyol naranja [e: naranha] szóból származik, a spanyolba pedig az arab nárandzs(a) útján került, melynek végső forrása talán (perzsa közvetítéssel) a szanszkrit (óind) náranga (’narancsfa’). (A szanszkritban eredete tisztázatlan, valószínűleg nem indoeurópai, hanem dravida forrásból származik, vö. tamil naru, ’illatos’.)

## Leírása
A narancs legfeljebb 8 m magas, örökzöld, alacsonyan elágazó, terebélyes, gömbölyded koronájú fa. Fiatal hajtásai szögletesek és csavarodottak; a levélhónaljakban hajlékony tövisek ülnek. Levelei szórt állásúak, a fajtára jellemző, aromás illatúak. A levélnyél 1–3 cm hosszú, keskeny-szárnyas, a lemez tojásdad vagy elliptikus, lekerekített vállú, hullámos vagy csipkés szélű. Erős illatú virágainak átmérője elérheti az 5 cm-t, és egyesével vagy legfeljebb 6 tagú fürtben fejlődnek a levélhónaljban; a zöld csésze 5 rövid cimpájú, az öt hosszúkás-tojásdad szirom fehér színű, olykor rózsaszínes árnyalattal.

## Termesztése

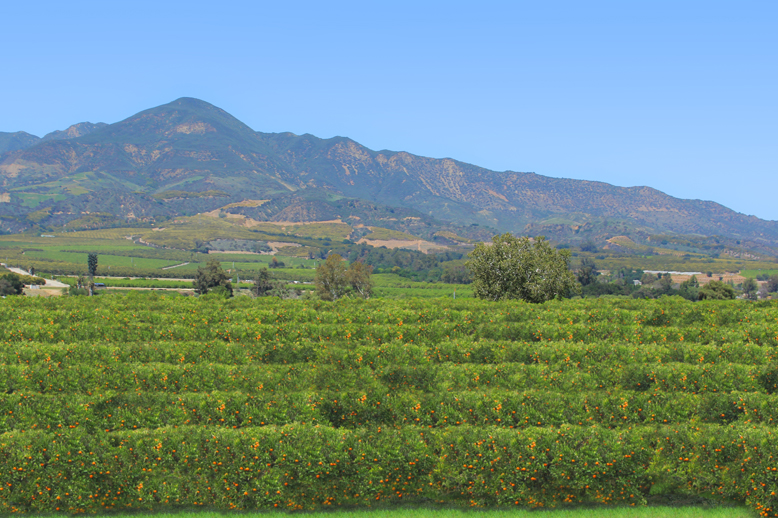
Narancsültetvény Kaliforniában

A narancs a mediterrán, szubtrópusi és trópusi-montán klímán tenyészik; a trópusok hegyvidékein 2000 m magasságig termeszthető. Többnyire intenzív módon, ültetvényeken termesztik, ahol a gyümölcsérés kezdetén a fákat gyakorta fungicidekkel kezelik. A fajtaazonos szaporítást szemzéssel vagy a fajtáról leválasztott vesszőkkel, oltás útján végzik, de rendszerint a magoncok is megőrzik a szülők tulajdonságait. Fagyérzékeny növény. Hosszú aszályos periódusban öntözést igényel. Virágzás után 6–9 hónap múlva érnek be a gyümölcsök, melyeknek igazi aromája teljesen éretten, közvetlenül szedés után élvezhető; tárolás során a narancs – miként a többi citrusféle – sokat veszít zamatából és tápértékéből.

## Fő termesztők
| Fő termesztők 2018-ban | Fő termesztők 2018-ban | Fő termesztők 2018-ban | Fő termesztők 2018-ban | Fő termesztők 2018-ban  | Fő termesztők 2018-ban |
| No.                    | ország                 | tonna                  | No.                    | ország                  | tonna                  |
| ---------------------- | ---------------------- | ---------------------- | ---------------------- | ----------------------- | ---------------------- |
| 1.                     | Brazília               | 16 713 534             | 7.                     | Egyiptom                | 3 246 483              |
| 2.                     | Kína                   | 9 103 908              | 8.                     | Indonézia               | 2 510 442              |
| 3.                     | India                  | 8 367 000              | 9.                     | Törökország             | 1 900 000              |
| 4.                     | USA                    | 4 833 480              | 10.                    | Irán                    | 1 889 252              |
| 5.                     | Mexikó                 | 4 737 990              | 11.                    | Dél-afrikai Köztársaság | 1 775 760              |
| 6.                     | Spanyolország          | 3 639 853              | 12.                    | Pakisztán               | 1 589 856              |

## Felhasználása
A narancs elsősorban asztali gyümölcsként kerül fogyasztásra, de készül belőle natúr narancslé (dzsúsz), szénsavas üdítőital, szörp (oranzsád, jaffa) és dzsem is. Sültek, szárnyasételek körítésének kedvelt díszítőeleme és ízesítője (narancsos kacsa). Héját reszelve és szárítva használják föl. Ezenkívül szerepet kap édességek és cukrászati termékek (csokoládék, piskóták, sütemények, torták, krémek, pudingok, fagylaltok stb.), valamint likőrök alapanyagaként; virágából illatszerek készülnek (lásd: Grasse). Bármilyen felhasználás előtt meg kell mosni a gyümölcsöt, mert a héja növényvédő szerekkel szennyezett lehet. 
Itt említjük meg a kürasszó-kérget, amely az Antillákon termő különleges keserűnarancs-fajta szárított héja. Ebből készül a Curaçao márkanevű finom likőr és az igazi (belga) narancsos csokoládé.

## Élettani hatásai
A narancs kitűnő ízjavító, amellett gyomorerősítő, étvágy- és emésztésjavító, valamint vértisztító is. Ugyanakkor erős gyomorsavképző hatása miatt az arra hajlamosaknál savtúltengést, gyomorégést okozhat.
Rengeteg antioxidánst tartalmaz, főleg karotint és flavonoidokat. Limonén is van benne, mely vegyület állítólag hatékony védelmet nyújt a mell- és tüdőrák ellen.

## Fajtái

### Közönséges narancsok

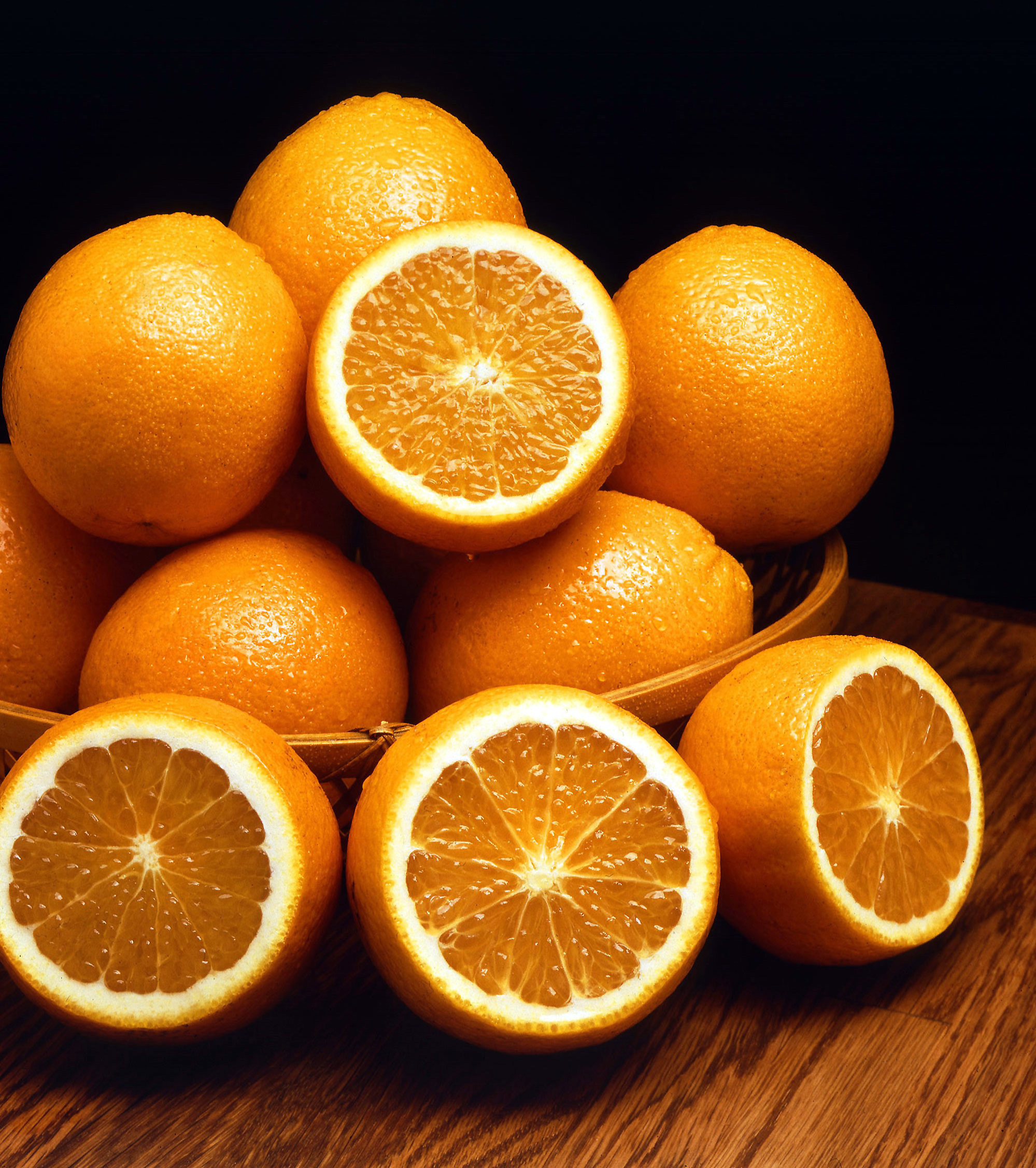
Ambersweet narancsok

- Ambersweet
- Berna
- Cadenera
- Castellana
- Comuna
- Hamlin
- Jaffa
- Jincheng
- Marss
- Parson Brown
- Pineapple
- Rotuma Island
- Salustiana
- Shamouti
- Trovita

### Valencia-narancsok

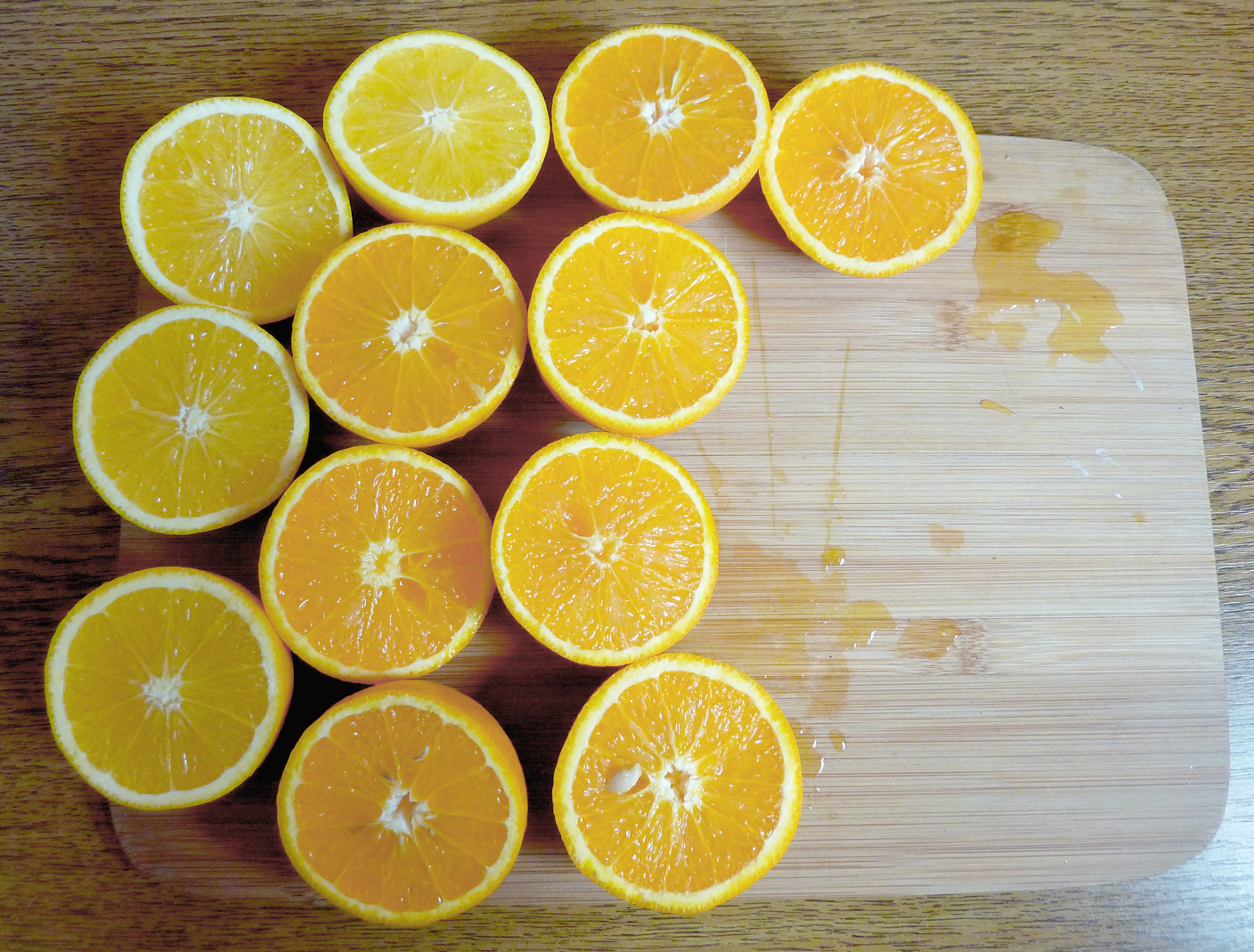
Félbevágott Valenciák

- Valencia
- Campbell
- Cutter Valencia
- Delta Valencia
- Don João
- Harward Late Valencia
- Midknight Valencia
- Olinda
- Valencia Late
- Cotidian Valencia

### Fiasnarancsok

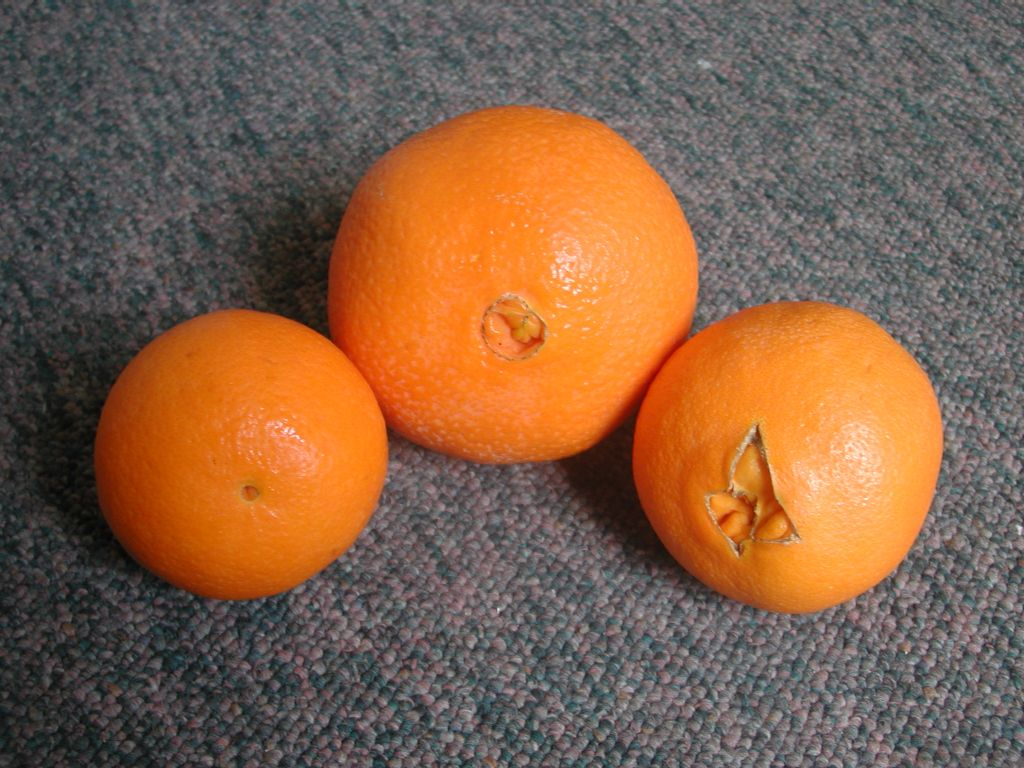
Fiasnarancsok alulról

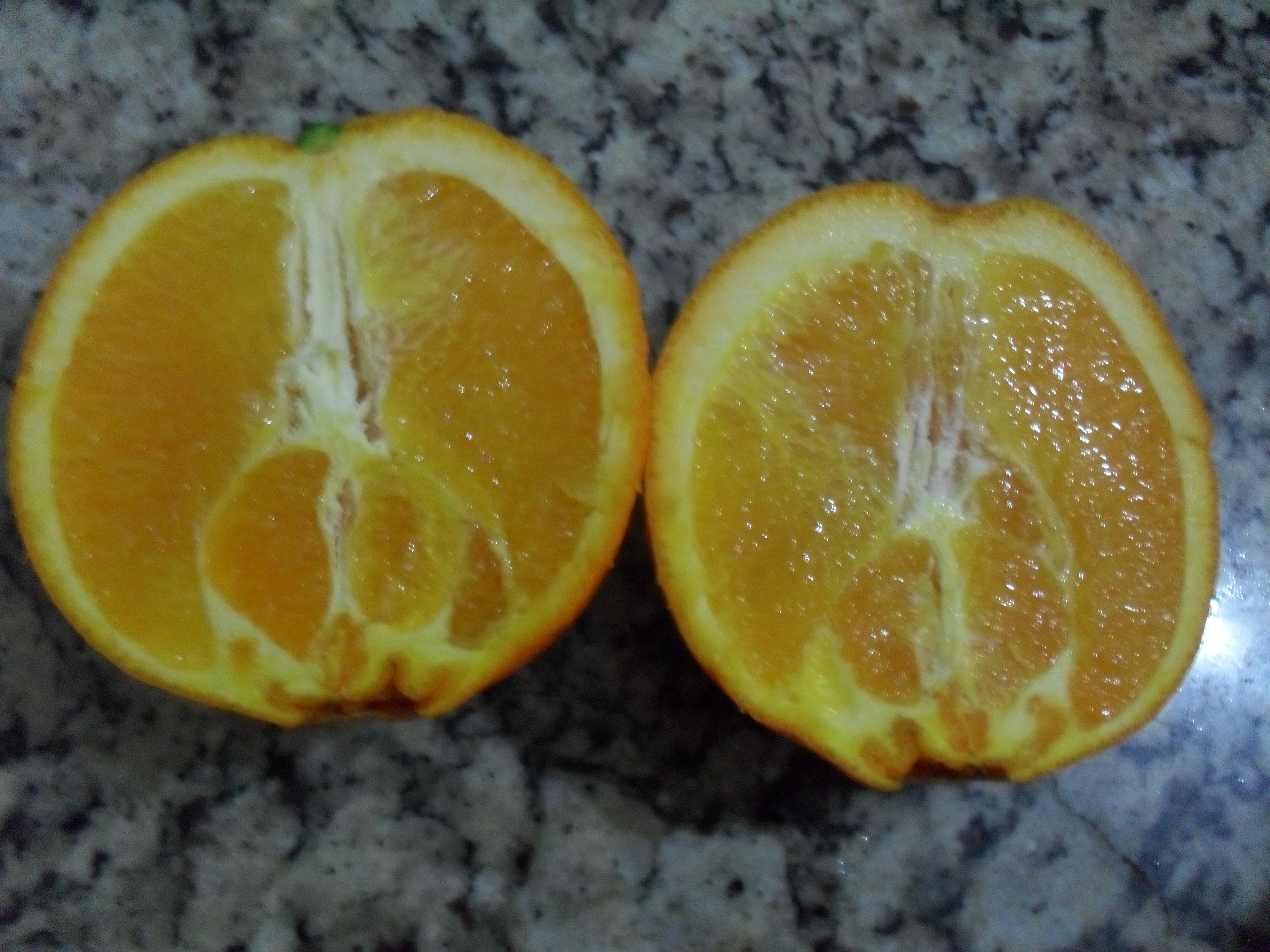
Félbevágott fiasnarancs

- Atwood
- Fisher
- Navelina
- Skagg’s Bonzanza
- Thomson Zimmerman
- Fukumoto
- New Hall
- Spring
- Washington Navel
- Autumn Gold
- Barnfield
- Chislett
- Powell
- Wiffen
- Navelate
- Ricalate

### Világos vérnarancsok

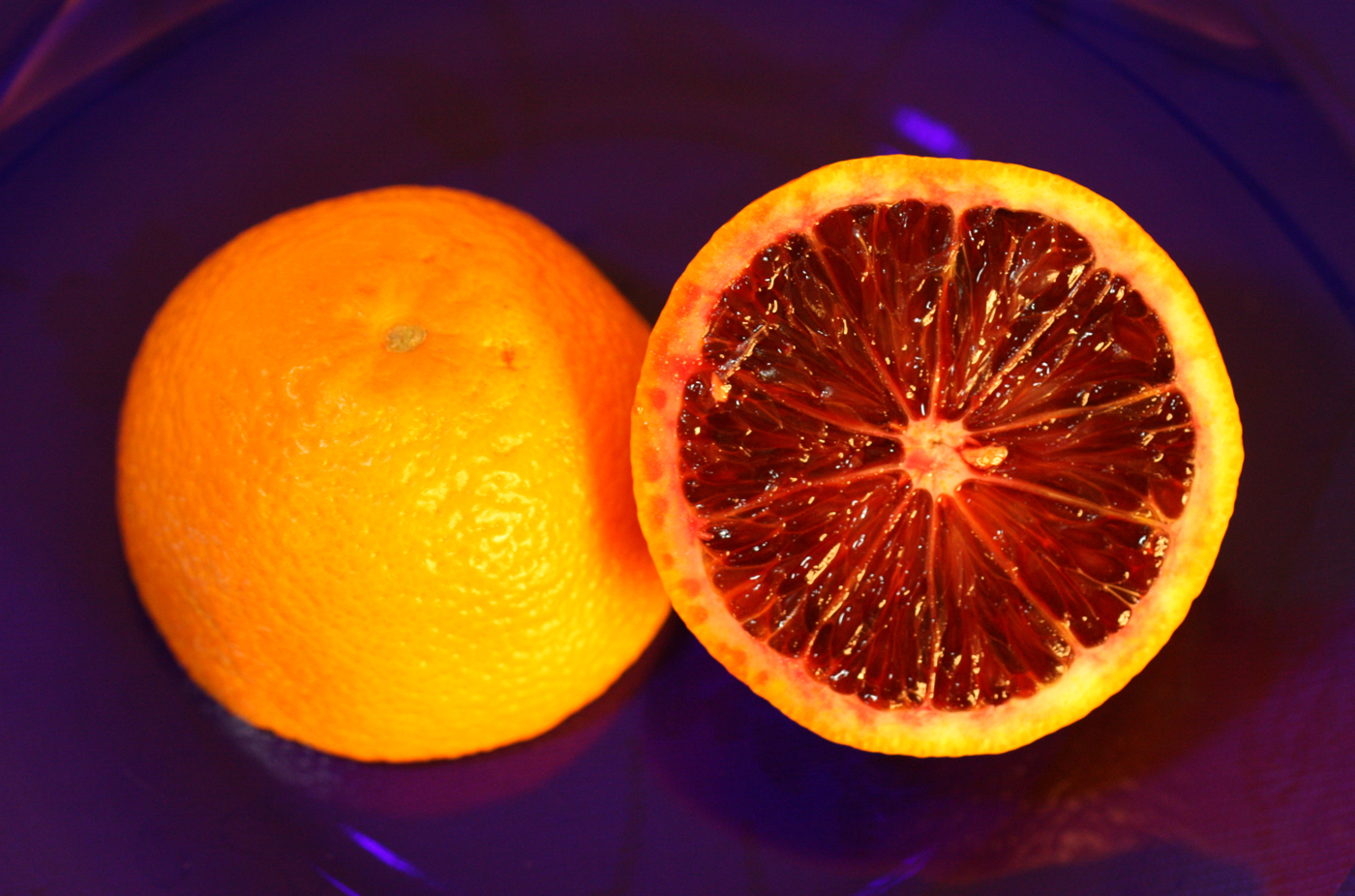
Kaliforniai vérnarancs

- Cara Cara
- Maltaise Sanguine
- Rhode Red Valencia
- Vainiglia Sanguigno
- Washington Sanguine

### Közönséges vérnarancsok
- Delfino
- Doblefina
- Entrefina

### Mélyvörös vérnarancsok

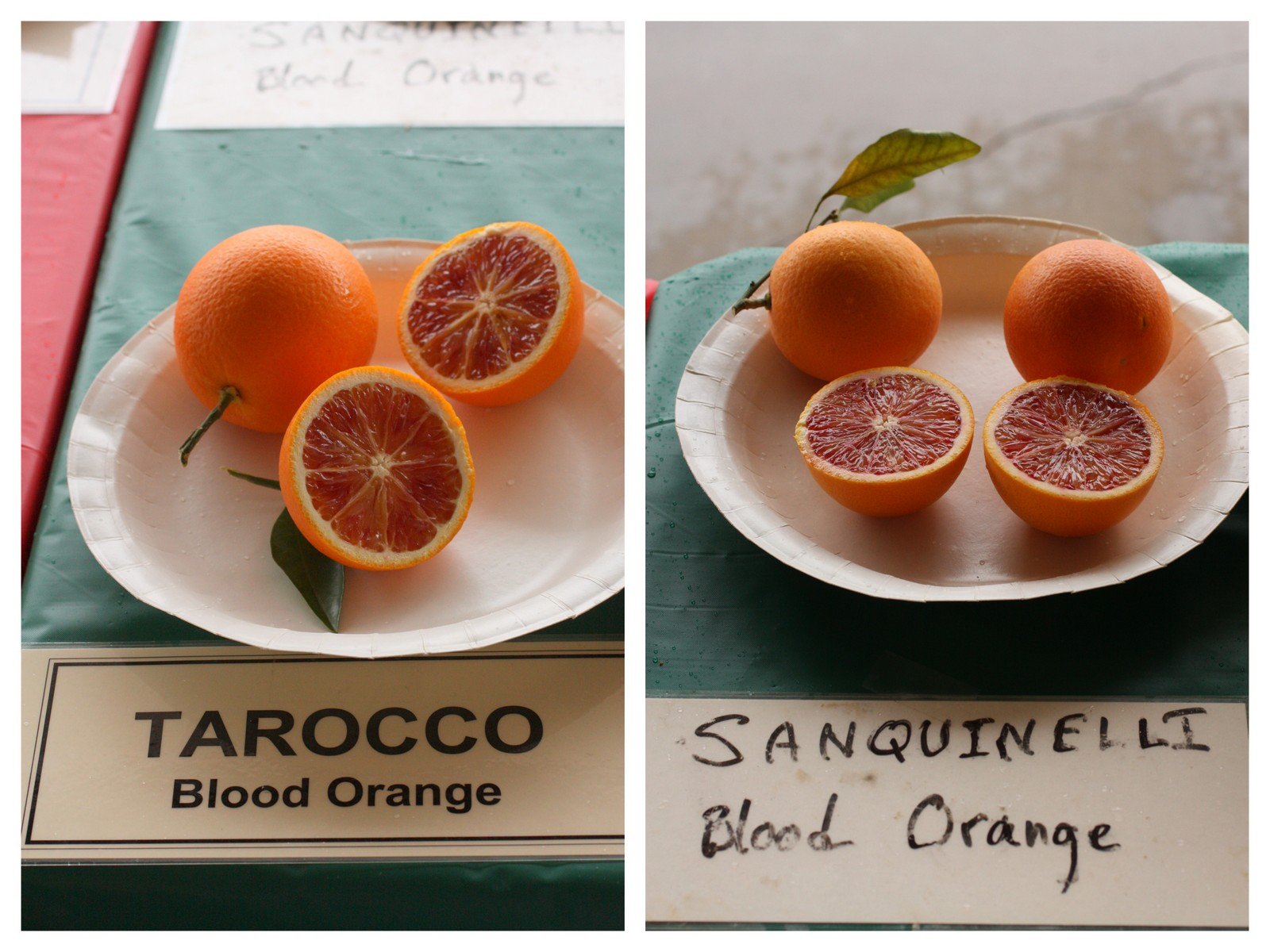
Tarocco és Sanguinelli vérnarancsok

- Smith Red Valencia
- Moro
- Sanguinelli
- Tarocco
- Bream Tarocco[9]

## Színnév
A narancssárga szín két alapszín, a vörös és sárga additív keverésével, a vörös túlsúlyával jön létre. A narancs megismerése előtt nyelvünkben nem volt külön szó erre a színre.

## Jelképes vonatkozásai
- A „magyar narancs” kifejezés A tanú című kultuszfilm emlékezetes fiaskójára utal. Ebben az epizódban a főhőst, Pelikán elvtársat kinevezik a Narancskutató Intézet igazgatójává – fontos és bizalmi állásra, hiszen a narancs a filmbéli időszakban Magyarországon luxuscikk, a jólét szimbóluma –, ám az ünnepélyes termésbemutató előtt az egyetlen beérett gyümölcsöt is elcseni és megeszi az egyik gyereke, így Pelikán citrommal kénytelen helyettesíteni az ellopott narancsot. Ekkor hangzik el a szájából a szállóigévé lett szólás: „Az új magyar narancs. Kicsit sárgább, kicsit savanyú, de a mienk.” Ez a klasszikus ihlette a Magyar Narancs c. hetilap nevét.
- A narancs a Fidesz – Magyar Polgári Szövetség politikai párt logójának alapja és hivatalos színe.
- A „narancsos forradalom” ukrajnai tüntetéssorozat volt 2004/2005 fordulóján. Elnevezését a megmozdulást szervező politikai párt jelképének színéről kapta.
- A buddhista szerzetesek ruhájának narancssárga színe a megvilágosodást, az isteni szeretetet jelképezi.
- Gépkocsik gyári (eredeti) színeiben a narancssárga az egyik legritkább. A Porsche 911 típusnál különleges nimbusza lett a 70-es évekbeli „Signal Orange” kódnevű színnek, amely egészen egyedivé tette az örökifjú sportautó megjelenését.

## További információk

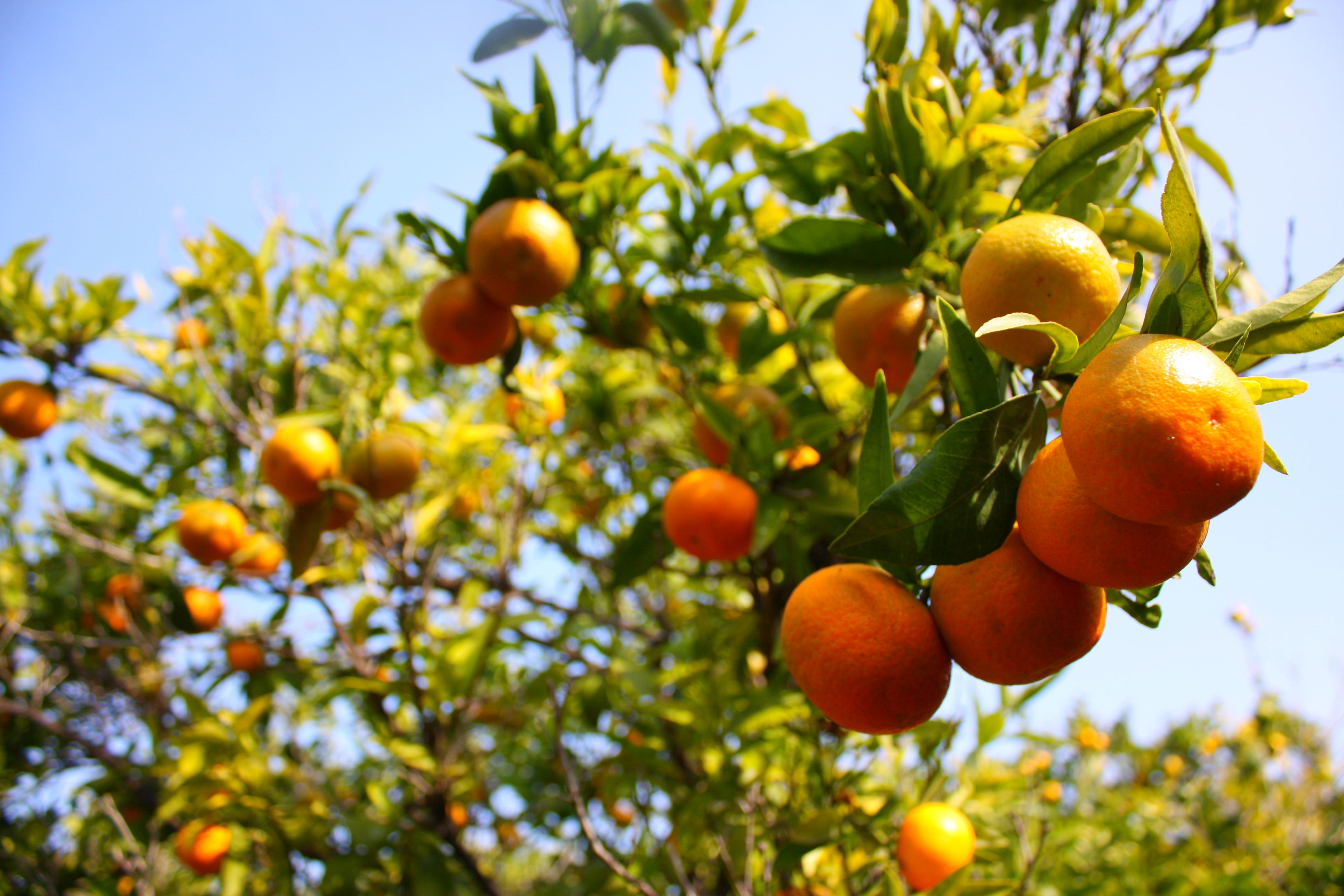
Gyümölcstől roskadozó narancsfák Görögországban

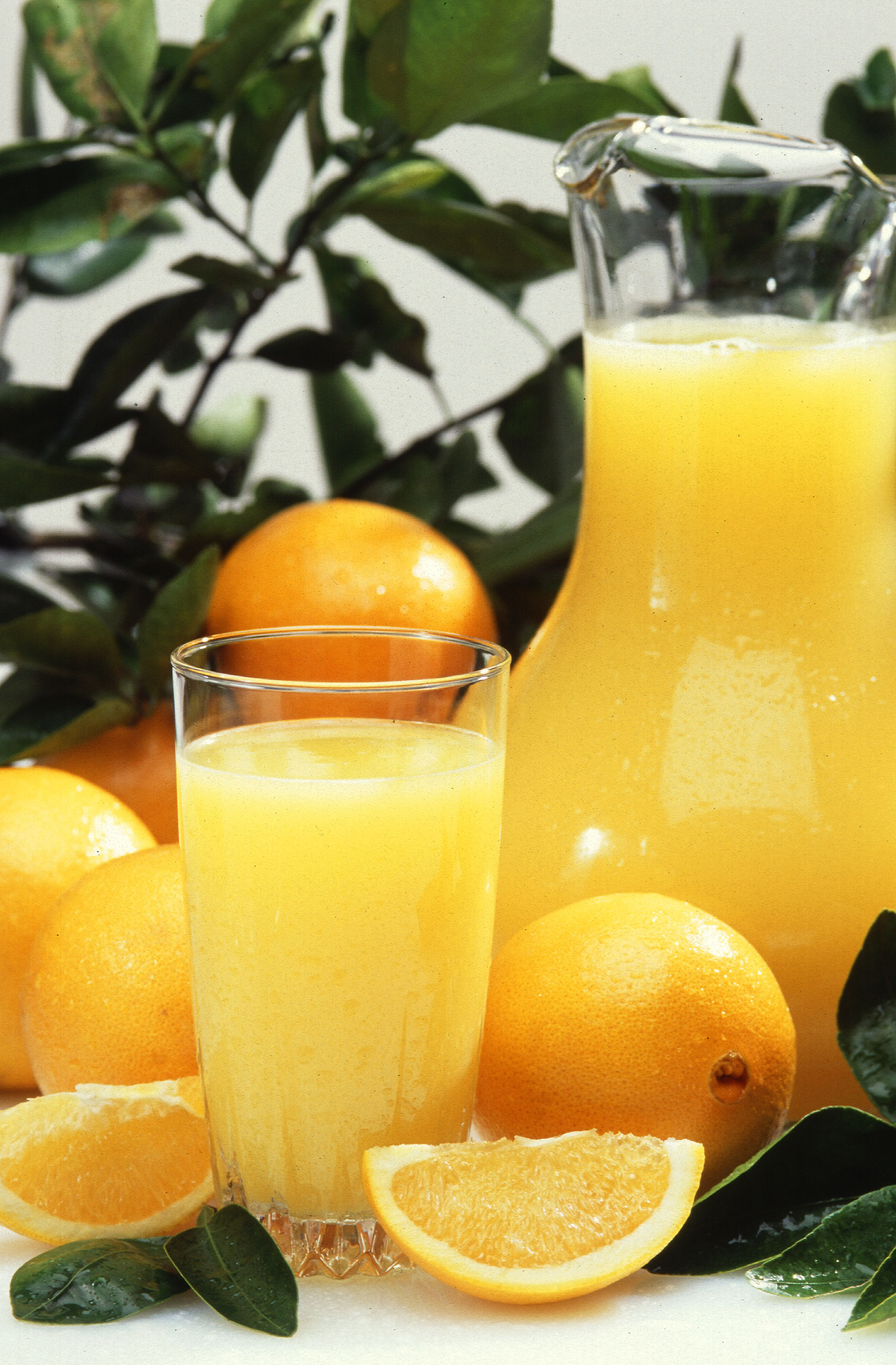
A frissen facsart narancslé (dzsúsz, juice) vitaminokban rendkívül gazdag, egészséges, tápláló ital